# Pierre Cahuzac
Pierre Cahuzac (Saint-Pons-de-Thomières, 3 juli 1927 – Lempaut, 31 augustus 2003) was een Frans voetballer en voetbalcoach. Hij bereikte in 1978 de finale van de UEFA Cup met SEC Bastia, waarna de club in 2005 de westelijke tribune van het Stade Armand Cesari naar hem vernoemde.  Hij is de grootvader van Yannick Cahuzac.

## Trainerscarrière

### Gazélec FCO Ajaccio
Na eerder bij AS Béziers en Toulouse FC gespeeld te hebben, werd Cahuzac in 1961 speler-trainer bij Gazélec FCO Ajaccio, dat toen net naar de Championnat de France amateur de football (toen het hoogste amateurniveau in het Franse voetbal) was gepromoveerd. Ajaccio eindigde er in 1963, 1965, 1966, 1967 en 1968 eerste in zijn groep. In 1968 promoveerde de club uiteindelijk naar de Championnat de France de football de Ligue 2, het tweede niveau in het Franse profvoetbal. Ajaccio eindigde er 10e op 21 clubs. Het seizoen daarop bevestigde Ajaccio met een zevende plaats, ditmaal weliswaar in een reeks met slechts zestien clubs. In het seizoen 1970/71 werd de Franse tweede divisie opgedeeld in drie groepen, Ajaccio eindigde in de zuidelijke groep achtste op zestien clubs.

### SEC Bastia
In het najaar van 1971 werd Cahuzac trainer van SEC Bastia, waamree hij zijn grootste successen als trainer zou kennen. In 1972 haalde hij met de club de finale van de Coupe de France, waarin Bastia het onderspit moest delven tegen Olympique Marseille. Doordat Marseille in het seizoen 1971/72 ook landskampioen geworden mocht Bastia op 26 juli 1972 het in de Trophée des Champions opnieuw opnemen tegen Marseille. Ditmaal trok Bastia aan het langste eind: in Toulon wonnen de Corsicanen met 5-2 van Marseille.
Onder Cahuzac maakte Bastia in het seizoen 1972/73 ook zijn Europese debuut: in Europacup II vloog de club er in de eerste ronde meteen uit tegen Atlético Madrid na een 0-0-gelijkspel thuis en een 2-1-nederlaag uit. In de UEFA Cup 1977/78 kende Bastia meer succes: de club schakelde achtereenvolgens Sporting Lissabon, Newcastle United FC, Torino Calcio, FC Carl Zeiss Jena en Grasshopper Club Zürich uit, waarop het zich plaatste voor de finale tegen PSV Eindhoven. In de heenwedstrijd kon Bastia nog een 0-0-gelijkspel uit de brand slepen, maar in de terugwedstrijd won het PSV van trainer Kees Rijvers met 3-0, waardoor PSV met de titel aan de haal ging. Enkele bekende spelers uit die campagne waren Jean-François Larios en Johnny Rep.
Zijn beste resultaat in de competitie behaalde Cahuzac in het seizoen 1976/77, toen hij met Bastia derde eindigde in de Division 1. 

### Toulouse FC
In 1979 ging Cahuzac als trainer aan de slag bij Toulouse FC, de opvolger van de club waarmee hij in het seizoen 1954/55 als speler al vicekampioen was geworden en waarmee hij twee seizoenen later de Coupe de France won. Hij werd er de opvolger van Just Fontaine. Na een zesde plaats in zijn debuutseizoen werd Toulouse in het tweede seizoen onder Cahuzac tweede in zijn groep, mede dankzij de vele goals van Robert Pintenat. Het seizoen daarop eindigde Toulouse eerste in zijn groep, waardoor de club 15 jaar na de teloorgang van voorganger Toulouse FC weer in de hoogste Franse divisie mocht aantreden. In zijn eerste seizoen in de Franse hoogste divisie eindigde het vernieuwde Toulouse in het seizoen 1982/83 elfde.

### Olympique Marseille
In oktober 1984 werd Cahuzac trainer van Olympique Marseille. De club was pas weer naar de Division 1 gepromoveerd na een afwezigheid van vier jaar en eindigde dat seizoen op een teleurstellende zeventiende plaats. Cahuzac werd op het einde van het seizoen opgevolgd door Žarko Olarević, die eerder dat seizoen al had gedepanneerd na het vertrek van Roland Gransart.